# Gia tốc trọng trường
Trong vật lý học, gia tốc trọng trường là gia tốc do lực hấp dẫn tác dụng lên một vật. Cũng như vận tốc, gia tốc trọng trường là đại lượng có hướng. Bỏ qua ma sát do sức cản không khí, theo nguyên lý tương đương mọi vật nhỏ chịu gia tốc trong một trường hấp dẫn là như nhau đối với tâm của khối lượng. Ký hiệu là g và đơn vị là m/s2  Điều này là đúng bất kể các vật có khối lượng khác nhau và thành phần của chúng như thế nào.
Tại các điểm khác nhau trên Trái Đất, các vật rơi với một gia tốc nằm trong khoảng 9,78 và 9,83 m/s2 phụ thuộc vào độ cao (và còn do Trái Đất không là khối cầu hoàn hảo cũng như vật chất phân bố không đều bên trong), với giá trị tiêu chuẩn chính xác bằng 9,80665 m/s2. Các vật có mật độ nhỏ không chịu cùng gia tốc như các vật nặng hơn do lực đẩy nổi và sức cản không khí tác động vào.